# 제13회 EBS 국제다큐영화제
제13회 EBS 국제다큐영화제는 2016년 8월 22일에 열린 시상식이다.

## 수상 및 후보

### 대상
- 내추럴 디스오더 - 크리스티안 쇤데르비 옙센 수상

### 다큐멘터리 정신상
- 장미의 땅: 쿠르드의 여전사들 - 자이네 아키올 수상

### 심사위원 특별상
- 헛간의 마돈나 - 이맘 하사노프 수상

### 시청자 관객상
- 장미의 땅: 쿠르드의 여전사들 - 자이네 아키올 수상

### EIDF 제작지원 프로젝트 장편 부문
- 샤먼로드 - 최상진 수상
- 무스탕 가는 길 - 정형민 수상
- 코끼리 소년의 눈물 - 박환성 수상
- 그들은 어떻게 오는가 - 섹알마문 수상

### EIDF 제작지원 프로젝트 중단편 부문
- 당산 - 김건희 수상
- 만조의 바다 위에서 - 이태호 수상

### 페스티벌 초이스
- 내추럴 디스오더 - 크리스티안-쇤데르비-옙센
- 하늘을 향한 여정, K2 - 엘리자 쿠바르스카
- 아버지와 벌과 나 - 디에디에 웡
- 장미의 땅: 쿠르드의 여전사들 - 자이네 아키올
- 세븐 송즈 - 에이미 하디
- 아웃 런 - S. 레오 치앙 외 1명
- 헛간의 마돈나 - 이맘 하사노프
- 조나스의 뒷마당 서커스 - 파울라 고메스
- 섀도 월드 - 요한 흐리몬프러
- 고려 아리랑: 천산의 디바 - 김소영

### 한국 다큐멘터리 파노라마
- 멧돼지 사냥 - 김민지
- 달에 부는 바람 - 이승준
- 천에 오십 반지하 - 강민지
- 슬픈 늑대 - 장효봉
- X10 - 이동한

### 월드 쇼케이스
- 쇼크룸: 밀그램의 실험 - 캐스린 밀러드
- 다이버 - 후안 레이나
- 앤서니 위너: 선거 이야기 - 조시 크리그먼
- 부서진 기억들 - 팀 슬레이드
- 휴먼 - 얀 아르튀스-베르트랑
- 가마우지: 소년의 여름 - 파비오 보비오
- 장벽 너머 - 파블로 이라부루
- 탐욕의 낙원 - 다니엘 슈바이처
- 시티즌포 - 로라 포이트러스
- 화염의 바다 - 잔프란코 로시
- 사이버 세상에 대한 몽상 - 베르너 헤어조크
- 베트남 잊기 - 트린 T. 민하

### 아시아의 오늘
- 남겨진 교실 - 진 싱젱
- 그림자 속에서 - 츄이 이
- 바후루피야 - 싯다르트 스리니바산
- 우리의 모국 프랑스 - 리티 판

### EIDF 포커스: 테크놀로지
- 상냥한 앨리스 - 산더르 뷔르허르
- 페이스부키스탄 - 야코브 고트샤우
- 인생은 백 살 부터 - 오사 블랑크
- 백라이트: 스타트업 에스토니아 - 쉬헌 탄
- 백라이트: 스마트 세상 - 마르테인 키픗
- 무인 전쟁 - 카린 유르시크

### EIDF 포커스: 어린이와 교육
- 스포츠 키즈 - 바리셀라 - 빅토르 코사코프스키
- 나이스 피플 - 안데르스 헬예손 외 1명
- 학교 가는 길1 - 지그리트 클라우스만
- 스포츠 키즈 - 치어리더 - 한나 헤일보른
- 학교 가는 길2 - 지그리트 클라우스만
- 스포츠 키즈 - 바이크 챔피언 - 아니아 비니아르스카
- 학교 가는 길3 - 지그리트 클라우스만
- 스포츠 키즈 - 댄싱 포 유 - 에르랜드 E. 모
- 학교 가는 길4 - 지그리트 클라우스만
- 즐거운 나의 집 - 안드레아스 코에포에드
- 브라더스 - 아슬레우 홀름
- 코치 - 마뉘엘 에레로

### EIDF 포커스: 뮤직 & 아트
- 춤추는 마이코 - 오세 스벤하임 드리베네스
- 존 버거의 사계 - 바르테크 지아도시
- 살아 숨쉬는 고전: 할리우드의 거장들 - 대니얼 래임

### EIDF 포커스: 자연과 인간
- 100억의 식탁 - 발렌틴 투른
- 숲 속에서 - 수잰 크로커
- 아웃 오브 패션 - 야크 킬미 외 1명
- 낯선 천국 - 스테판 고엘